# Engesa
A Engesa foi uma empresa automobilística e bélica brasileira, sediada no estado de São Paulo, fundada em 1958 pelo engenheiro José Luiz Whitaker Ribeiro. Produzia jipes, caminhões, veículos fora de estrada, tratores e blindados para os mercados civil e militar. Seus veículos militares foram vendidos às Forças Armadas do Brasil e de mais dezoito países, especialmente do Oriente Médio, sendo até o século XXI empregados em conflitos. No seu auge, nos anos 70 e 80, a Engesa era conhecida como uma das "três grandes" da indústria bélica nacional, ao lado da Avibras e da Embraer, mas não suportou a crise do setor no final da década de 1980, falindo em 1993.
A partir de suas origens como fornecedora de peças para a indústria petrolífera, a Engesa passou à modificação de caminhões, fez contato com os militares e recebeu do Exército a tecnologia de dois blindados para que iniciasse sua produção, em 1972. Designados EE-9 Cascavel e EE-11 Urutu, eram 6x6 sobre rodas com a suspensão "bumerangue" patenteada pela empresa. Como blindados relativamente simples e de baixo custo, eles foram sucessos de exportação no Terceiro Mundo, juntamente com o caminhão EE-25. Os contratos de exportação eram garantidos pela operação de canais informais de negociação, adaptação às exigências dos clientes e indiferença ao destino dado pelos compradores, vários dos quais tinham dificuldade em importar do Primeiro Mundo. Iraque e Líbia foram os maiores clientes.
A fórmula da Engesa combinava uma gestão ad hoc, a agressiva captação de recursos humanos, a proximidade das autoridades militares, diplomáticas e tecnocráticas da ditadura militar e o discurso de importância da empresa para a segurança nacional. Uma queda de vendas em 1981 quase a levou à falência. Nos anos seguintes diversificou suas atividades, entre elas a produção do jipe Engesa 4, seu mais conhecido produto civil, mas as linhas civis não recebiam tanta atenção da alta administração. A aquisição de subsidiárias levantou o número de empregados a seu ápice, cerca de dez mil, em meados da década. Buscou-se um salto tecnológico através do carro de combate EE-T1 Osório, construído principalmente com peças estrangeiras a fim de competir no mercado internacional de última geração.
Tais investimentos endividaram a empresa justamente quando a demanda internacional caía pelo fim da Guerra Irã-Iraque e da Guerra Fria e o apoio estatal brasileiro diminuía com a redemocratização. Suas dívidas só poderiam ser salvas com um grande contrato de venda do Osório, que nunca se concretizou. A Engesa já estava em estado pré-falimentar e perdendo credibilidade em 1988. Sua falência foi um marco na crise da indústria bélica e especialistas ainda discutem se e como poderia ter sido evitada; na época a direção culpava a conjuntura pela crise, enquanto analistas identificavam deficiências financeiras e administrativas, que não foram sanadas no período de ouro das exportações.

## Entrada no mercado

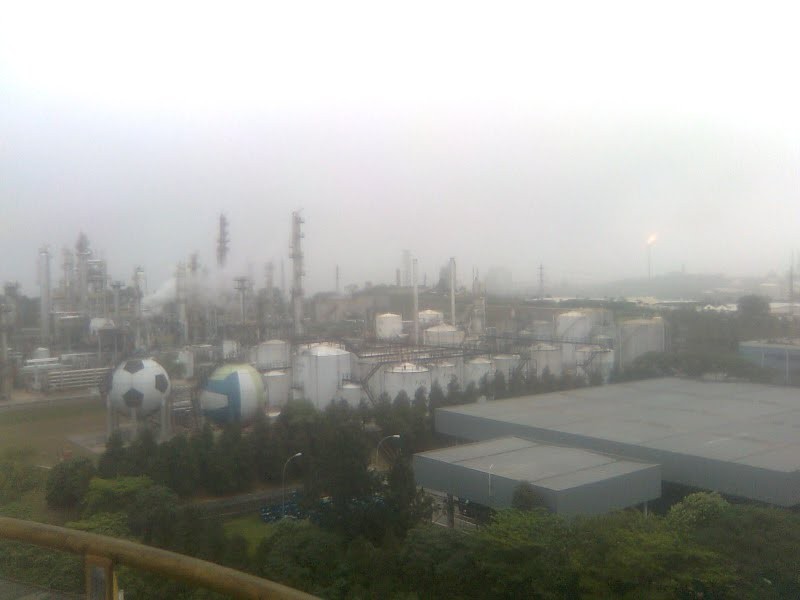
Refinaria de Capuava, primeiro cliente

A Engesa surgiu como microempresa fundada por José Luiz Whitaker Ribeiro, formado em engenharia mecânica na Escola Politécnica da USP, e outros engenheiros da USP em 1958. Eram oito funcionários, incluindo os sócios. Em 1963 foi integralizada como sociedade de capitais paulistanos. A vocação inicial era a manutenção e produção de peças para os equipamentos da indústria petrolífera, tendo como clientes a Refinaria União, em Capuava, seguida das de Cubatão, Duque de Caxias e Mataripe, esta última no Recôncavo Baiano. A demanda cresceu com o desenvolvimento petrolífero da Bahia, resultando na expansão a duzentos funcionários (quatro anos após a fundação), a compra de máquinas de usinagem e o desenvolvimento de produtos próprios, principalmente hastes de bombeamento de petróleo. Vieram novos clientes, os terminais marítimos da Petrobras em Madre de Deus (Bahia) e Ilha d'Água (Rio de Janeiro).
Os caminhões e utilitários frequentemente quebravam nas difíceis estradas até seus destinos no Nordeste, levando à "solução caseira" de um sistema próprio de suspensão e tração. Este impressionou o pessoal da Petrobras, que passou a requisitar os veículos para terrenos acidentados e escorregadios na época das chuvas. Em 1966 a empresa patenteou seu sistema de tração 4x4, depois 6x4 e 6x6, como "Tração Total", que conferia grande desempenho fora de estrada a caminhões e picapes da Chevrolet, Ford e posteriormente Dodge. Em 1969 veio a tração dupla traseira "Bumerangue" (ou "Boomerang"), capaz de manter as rodas traseiras em contato permanente com o solo. Ela era trunfo tecnológico fora de estrada e foi usada nos projetos futuros, conferindo uma vantagem competitiva, embora fosse cara, pesada e não suportasse cargas elevadas.
Seus avanços artesanais para fora do setor expandiriam seus clientes para o automotivo, como a General Motors, a Ford e o próprio Exército: um oficial teria visto um veículo modificado pela empresa e seus veículos foram submetidos a testes. Como resultado, em 1968 a Engesa recebeu 100 caminhões GMC do Exército para repotenciamento, e em seguida, contatos com oficiais da Marinha que haviam cursado motomecanização no Exército permitiram adaptar a suspensão e tração também dos caminhões do Corpo de Fuzileiros Navais. Todos os veículos 4x4 e 6x6 dessas corporações militares eram importados, e portanto, havia demanda para o repotenciamneto. A princípio os caminhões quebravam, mas após sucessivos reparos em São Paulo eles ficaram em boa condição, levando a mais contratos. A Engesa adaptou 960 veículos em 1968 e 1 371 dois anos depois. O Ford F-600, Chevrolet C-60 a gasolina e D-60 a diesel receberam tração em todos os eixos, para-choques reforçados e luzes militares.
Na virada da década de 60 a Engesa produziu a caixa de transferência e tração da Viatura Blindada Brasileira (VBB), um 4x4 de reconhecimento inspirado no M8 Greyhound, o carro blindado padrão no Exército desde a Campanha da Itália. O projeto era desenvolvido no Parque Regional de Motomecanização da 2.ª Região Militar (PqRMM/2), de São Paulo, e resultou num veículo 6x6, o Carro de Reconhecimento sobre Rodas (CRR). Todos os seus estudos, projetos e desenhos industriais foram transferidos à Engesa em junho de 1971 para que iniciasse a produção, assumindo o nome de EE-9 Cascavel. O mesmo procedimento foi tomado com o Carro de Transporte de Tropas Anfíbio (CTTA), desenvolvido no PqRMM/2 e designado EE-11 Urutu pela Engesa. A produção do Cascavel iniciou-se em 1972, quando a empresa tinha 400 funcionários.
Quando ela entrou no setor de defesa, ocorria uma modernização impulsionada pela aliança das Forças Armadas com industrialistas, estatais e multinacionais. As empresas de defesa recebiam a demanda das Forças Armadas, os produtos intelectuais das universidades e centros de pesquisa (como o Centro Tecnológico do Exército) e subsídios e crédito das instituições governamentais. O Exército reorganizava sua ordem de batalha e nacionalizava quase a totalidade do seu parque de veículos não blindados e parte do inventário de blindados. Mesmo assim a demanda interna das Forças Armadas não bastava para sustentar a indústria armamentista, e os governos Médici, Geisel e Figueiredo (1969–1985) trataram de vincular esta indústria à exportação e política externa. O resultado foi um complexo militar-industrial, que tornou-se ao longo da ditadura militar um dos maiores do Terceiro Mundo, com forte presença nesse mercado internacional.

## Reputação e conexões

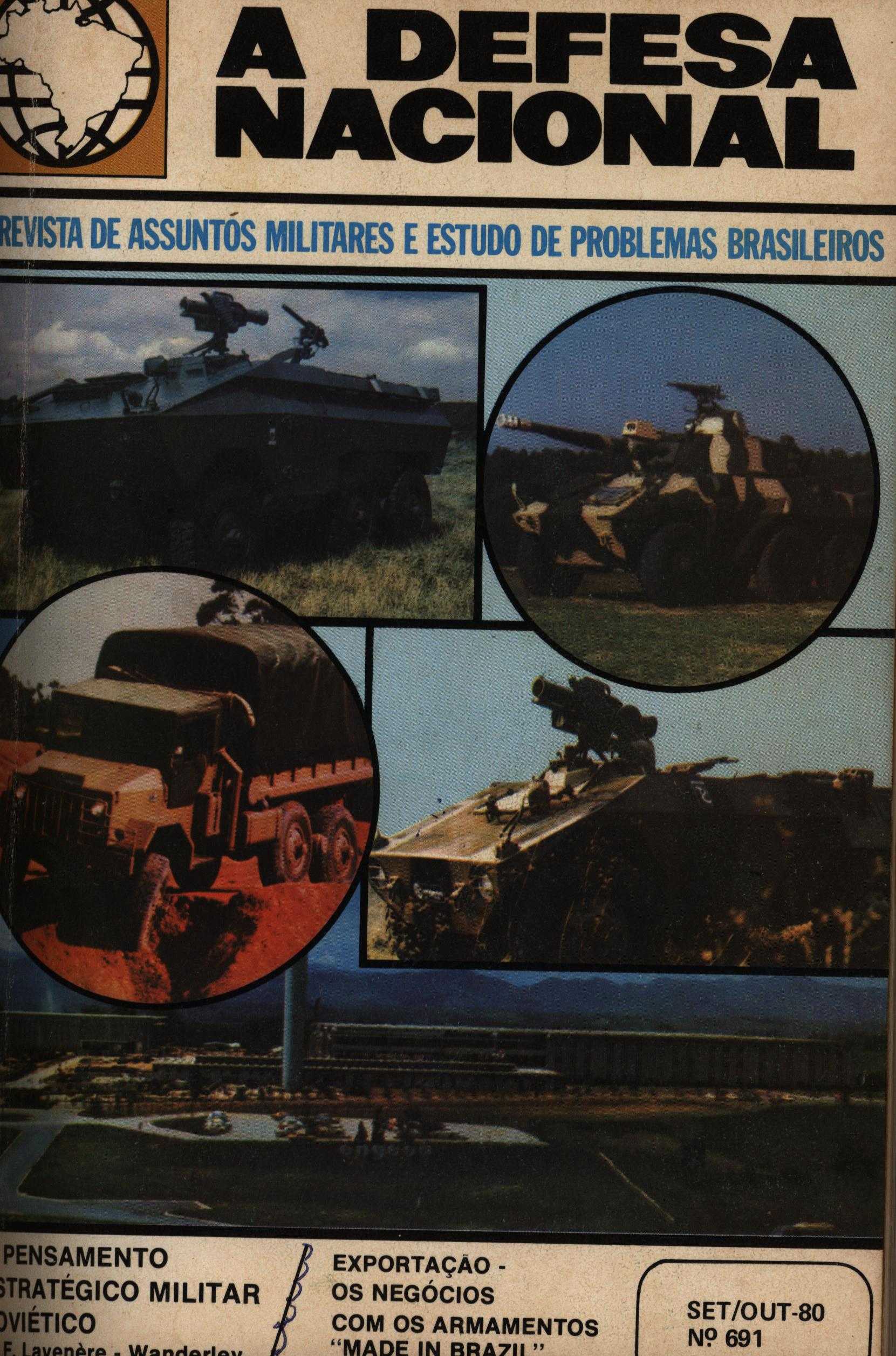
Veículos exportados pela Engesa figuram na capa do periódico militar A Defesa Nacional em 1980

A confiança depositada pelo Exército na Engesa foi o que permitiu o repasse do projeto do Cascavel, e portanto, sua entrada no setor de blindados. Segundo o coronel Admilson Nacaratti, ex-comandante do PqRMM/2, a escolha da Engesa e não de sua concorrente Bernardini deveu-se a Whitaker Ribeiro ser abertamente nacionalista e simpatizante da ditadura, além de amigo do tenente-coronel Pedro de Mello, comandante do Grupo de Trabalho de Engenheiros de Automóvel. O repasse é comum em países desenvolvidos, mas inédito no Brasil. O Exército e o Estado colaboraram no desenvolvimento da Engesa nos campos financeiro e de pesquisa e desenvolvimento (P&D). Este último foi especialmente relevante no estágio inicial, marcado pela improvisação, e diminuiu posteriormente com o acúmulo de experiência e a guinada ao mercado externo. Um exemplo foi a mão de obra de oficiais do Instituto Militar de Engenharia (IME), que foram recompensados com "presentes" não contabilizados, como cestas básicas e dinheiro. Tal troca de favores é comum na indústria bélica por sua dependência nas instituições governamentais.
O discurso da Engesa recorria aos "conceitos de segurança e desenvolvimento nacional, independência, soberania, autonomia, nacionalismo, economia de mercado e produção interna de bens para garantir a defesa". Ao menos na segunda metade dos anos 70, seus executivos conseguiram sensibilizar as autoridades militares, diplomáticas e tecnocráticas e o sistema financeiro sobre o potencial e importância de suas atividades. Whitaker Ribeiro tratava pessoalmente das negociações políticas. Em 1982 ele foi nomeado presidente da Indústria de Material Bélico do Brasil (Imbel) como forma de energizar a estatal, que tinha "certo caráter de repartição pública". A Imbel passou a viver em "simbiose" com a Engesa.
As décadas de 70 a 90 foram de rápida ascensão e queda da Engesa, que se firmou como uma das "três grandes" da indústria militar brasileira, ao lado da Avibras e da Embraer. O desempenho de seus produtos tinha boa fama entre os clientes, a imprensa especializada e o meio acadêmico. Whitaker Ribeiro chegou a ser apelidado de "czar civil dos armamentos". À medida que a Engesa entrou em crise, ao final dos anos 80, seus pronunciamentos ainda justificavam sua existência como vital à segurança nacional, mas eles não convenciam tanto no Estado e no sistema financeiro.

## Produtos

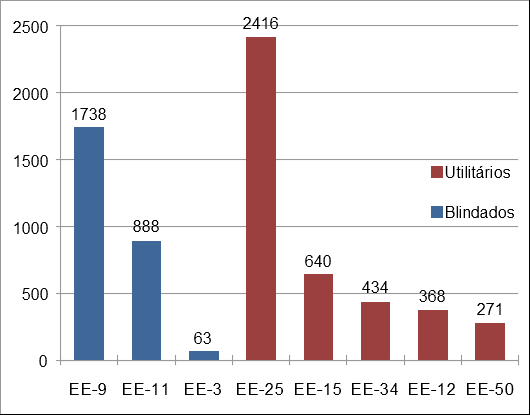
Produção total dos veículos militares

A Engesa produziu em série 6 818 unidades de oito modelos de veículo militar: os blindados EE-3, EE-9 e EE-11 e os utilitários EE-12, EE-15, EE-25, EE-34 e EE-50. É um número inferior aos divulgados à época, como as alegações de Whitaker Ribeiro de, em 1979, ter produzido metade dos equipamentos de seu setor em operação no mundo, possuir a "maior empresa produtora de carros blindados sobre rodas do mundo livre" e vender 5 000 unidades até 1985 (a revista Defence & Armament estimou então menos de 1 700 e não foi desmentida). Dentro do Brasil ela foi de fato a produtora de blindados de maior projeção econômica, superando concorrentes como a Bernardini e Novatração. Outros concorrentes no setor de veículos não blindados eram as subsidiárias da Ford, Mercedes-Benz e Volkswagen e as empresas nacionais Moto Peças, Gurgel, Jamy e Biselli também fabricaram veículos terrestres militares,

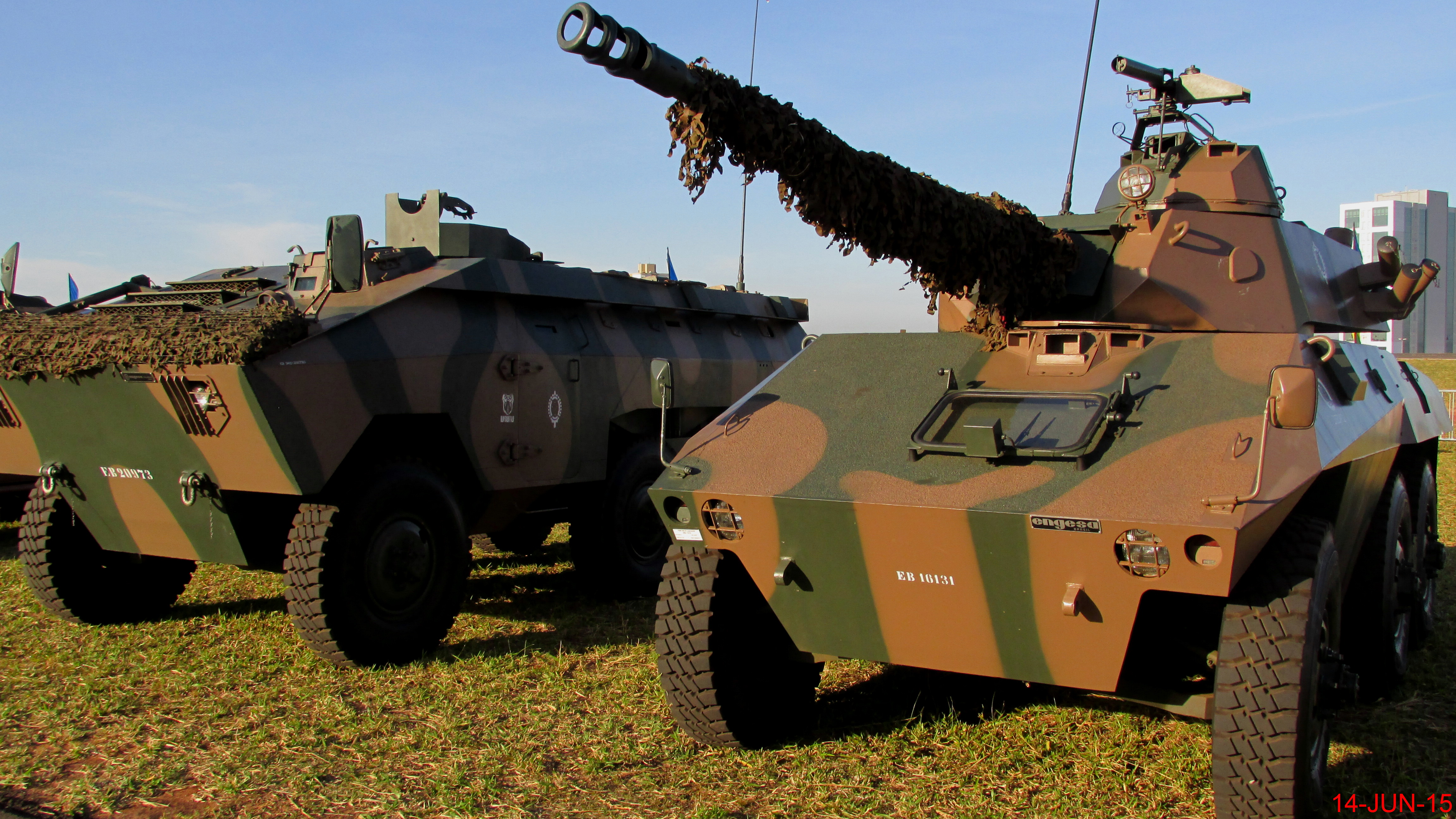
EE-9 Cascavel (dir.) e EE-11 Urutu (esq.)

Os maiores sucessos, como o EE-9 Cascavel e EE-11 Urutu, eram caracterizados por "conceitos simples e flexíveis de design, baixo custo, boa performance e confiabilidade, fácil manuseio e simples manutenção", frutos das condições da indústria brasileira; o baixo preço era resultado do uso de componentes civis, especialmente de caminhões. Seu desempenho demonstrado a partir da Guerra Líbia-Egito (1977) e especialmente com a Guerra Irã-Iraque (1980-1988) serviu então de marketing "real", garantindo lotes seguintes nos exércitos onde já serviam desde antes da guerra. Com produtos adequados às necessidades dos compradores do Terceiro Mundo e comprovados em campo, a Engesa conseguiu capturar valor. Nos anos 80 ela abriu linhas civis, mas encontrou mercados limitados. Já no setor militar ela galgou um nível tecnológico maior (o EE-T1 Osório), mas não conseguiu concretizar suas vendas.

### Blindados sobre rodas
O Cascavel e o Urutu eram veículos 6x6 com suspensão bumerangue. O primeiro era armado com um canhão de 37 milímetros, mais tarde 90 mm, e o segundo com uma torreta para metralhadora. A produção somada desses dois modelos chegou à casa dos milhares, sendo os blindados mais numerosos da empresa. O Exército Brasileiro fez deles a espinha dorsal de sua cavalaria mecanizada, juntando-os em pelotões mistos nos quais complementavam uns aos outros com suas características automotivas semelhantes. No exterior, eles têm visto combate décadas após a produção em conflitos como a Guerra Civil Iraquiana (2013–2017) e a Guerra Civil Líbia (2014–2020).
A linha de blindados sobre rodas prosseguiu com o caça-tanques EE-17 Sucuri, baseado na plataforma do Cascavel e Urutu, acrescida de um canhão de 105 mm. Apresentado em 1977, foi insucesso técnico. Quando uma década depois surgiu o Sucuri II, versão melhorada, o mercado já estava tomado pelo SK-105 Kürassier austríaco e não houve produção em série. O outro sobre rodas, o pequeno veículo de reconhecimento EE-3 Jararaca, teve também limitações técnicas, mas uma pequena quantidade chegou a ser produzida. O Jararaca não foi usado pelo Exército Brasileiro e foi destinado exclusivamente à exportação.

### Blindados sobre lagartas

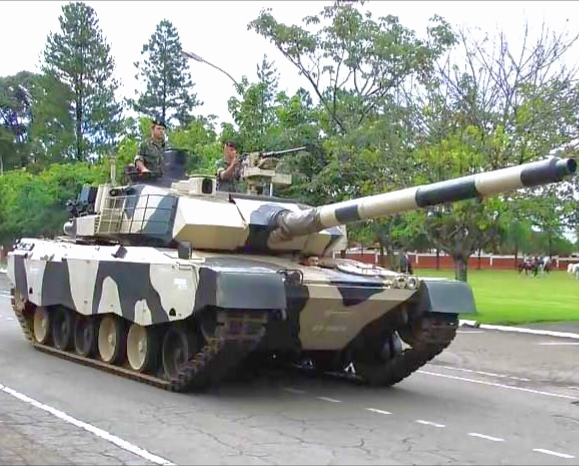
EE-T1 Osório

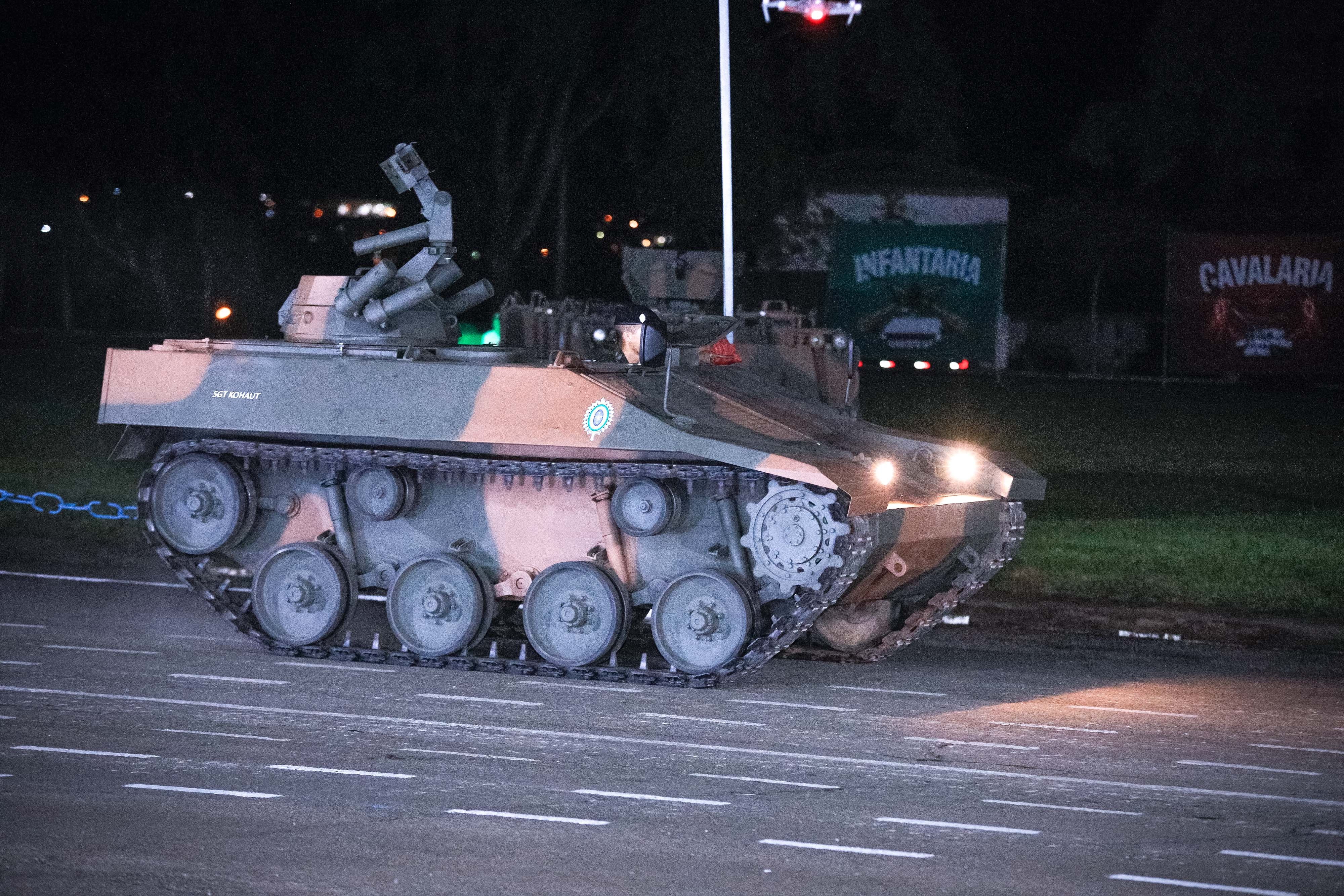
EE-T4 Ogum

Dentre as concorrentes da Engesa, a Bernardini trabalhava com blindados sobre lagartas, projetando desde 1979 um carro de combate para o Exército Brasileiro, o Tamoyo. Ambicionando conquistar o mercado dos sobre lagartas e especialmente a Arábia Saudita, que abrira uma concorrência internacional para um novo main battle tank, em 1982 a Engesa decidiu desenvolver seu próprio carro de combate, o Osório. Projetado com um canhão de 105 e em seguida de 120 mm, seus componentes eram fornecidos principalmente por multinacionais europeias, expondo a Engesa a retaliações de concorrentes internacionais e embargos impostos pelos governos. Nos testes o Osório teve desempenho a par de seus competidores das grandes potências, mas os sauditas acabaram escolhendo o M1 Abrams em 1991 e possivelmente apenas fingiram interesse no Osório para baixar o preço do Abrams.
O primeiro protótipo de outro blindado sobre lagartas, o veículo leve aerotransportável EE-T4 Ogum, foi lançado em 1986. Ele tinha como inspiração e único concorrente o Wiesel alemão e não suscitou interesse suficiente para ser negociado.

### Utilitários

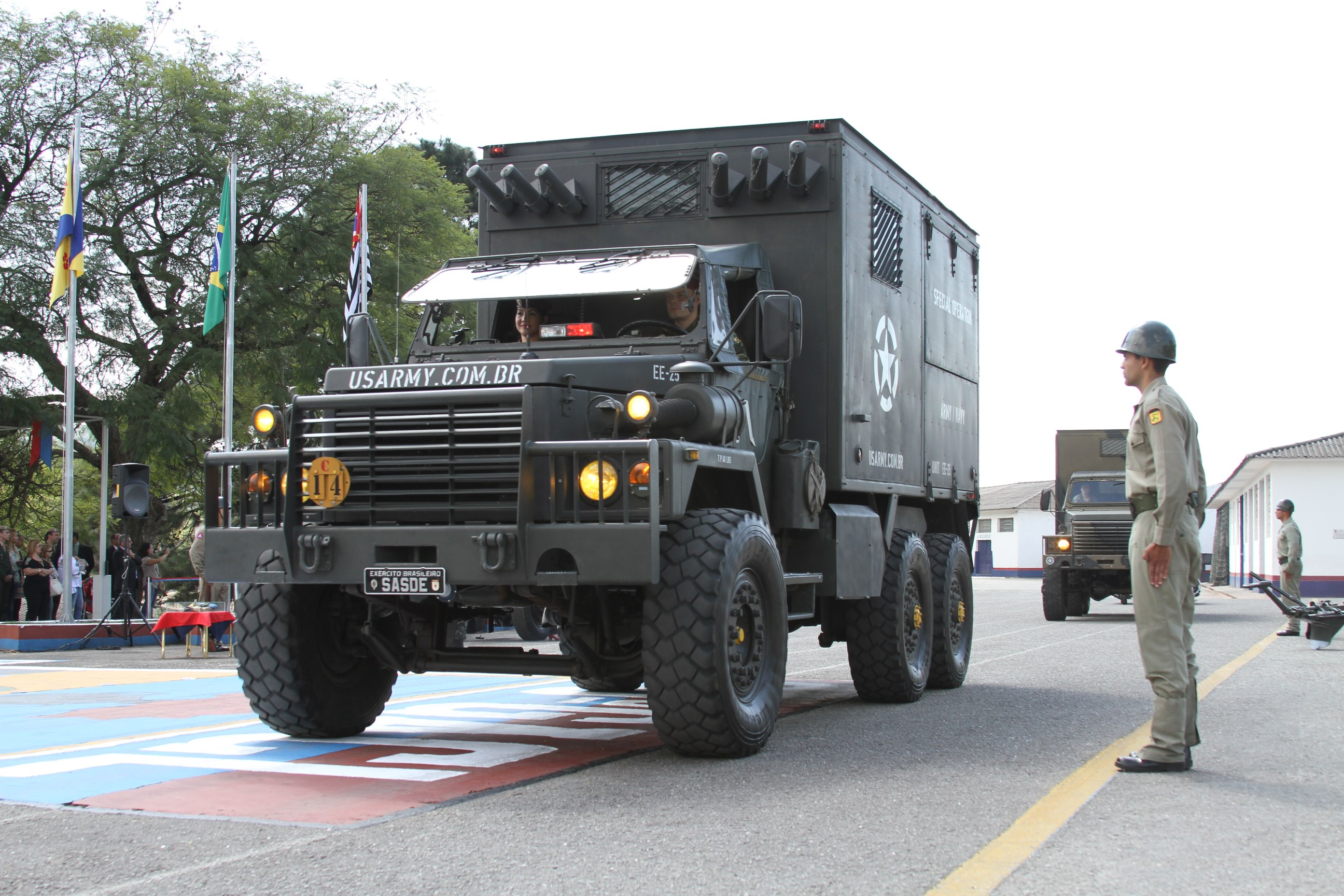
Caminhão EE-25

As vendas de kits de adaptação para caminhões declinaram no final dos anos 70, tendo como últimos sucessos plataformas para transporte para modelos Scania e reboques para Mercedes. A experiência adquirida permitiu desenvolver uma versão própria do caminhão GMC, o EE-25, projetado às pressas junto com o EE-15 para acompanhar a venda do Cascavel e Urutu, oferecendo assim "pacotes completos". Eles foram lançados em 1974 e eram para 1,5 ou 2,5 toneladas fora de estrada ou o dobro em piso regular. O EE-25 foi o veículo mais vendido, excedendo a produção do Cascavel ou do Urutu. A linha de "utilitários" militares foi completada pelo EE-50, 6x6 com capacidade de cinco toneladas (dez em piso regular) do final dos anos 70; o EE-34, picape com tecnologia aproveitada da Envemo, comprada em 1983; e o Engesa 4, versão civil do jipe EE-12, apresentado em 1984. Rústico e com bom desempenho fora de estrada, tornou-se o produto mais bem-sucedido da empresa no mercado civil.

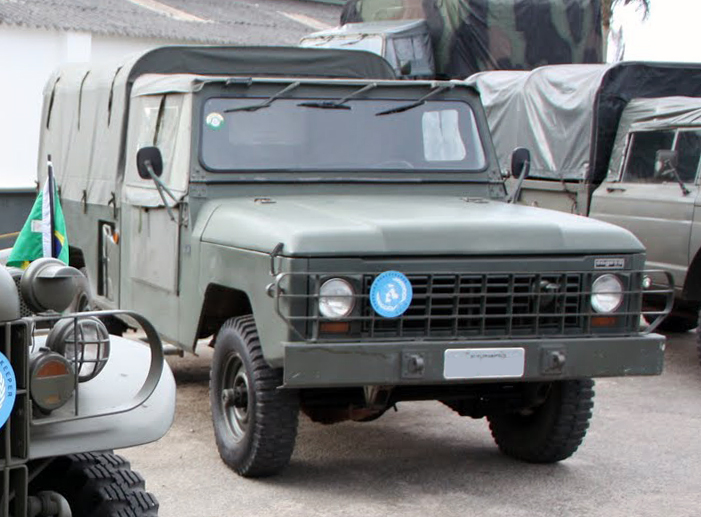
Picape EE-34

O EE-15 teve também versão civil, mas seu preço não era competitivo. Como exclusivo para esse mercado, foi anunciado em 1976 o EE-510, trator florestal articulado com capacidade para dez toneladas e toras de sete metros. Não vendeu muito por ser produto de nicho no reflorestamento das indústrias de papel e celulose, como a Aracruz e Klabin. Em 1981 surgiu o EE-1124, trator agrícola 4x4 de 14,5 toneladas, tendo nos anos seguintes as versões EE-1128, como motor turbo, e seu equivalente sem cabine EE-1428. Os agrícolas eram os maiores do mercado, caros e de alta qualidade. Tanto os florestais quanto os agrícolas tinham a produção muito nacionalizada. A queda das exportações militares, culminando na crise de 1981 (vide #Finanças), resultou num esforço de diversificação. A produção dos tratores (projetados anos antes com financiamento da Finep) e dos utilitários expandiu, a partir de 1983, a participação do mercado interno nas vendas.

## Mercado exportador

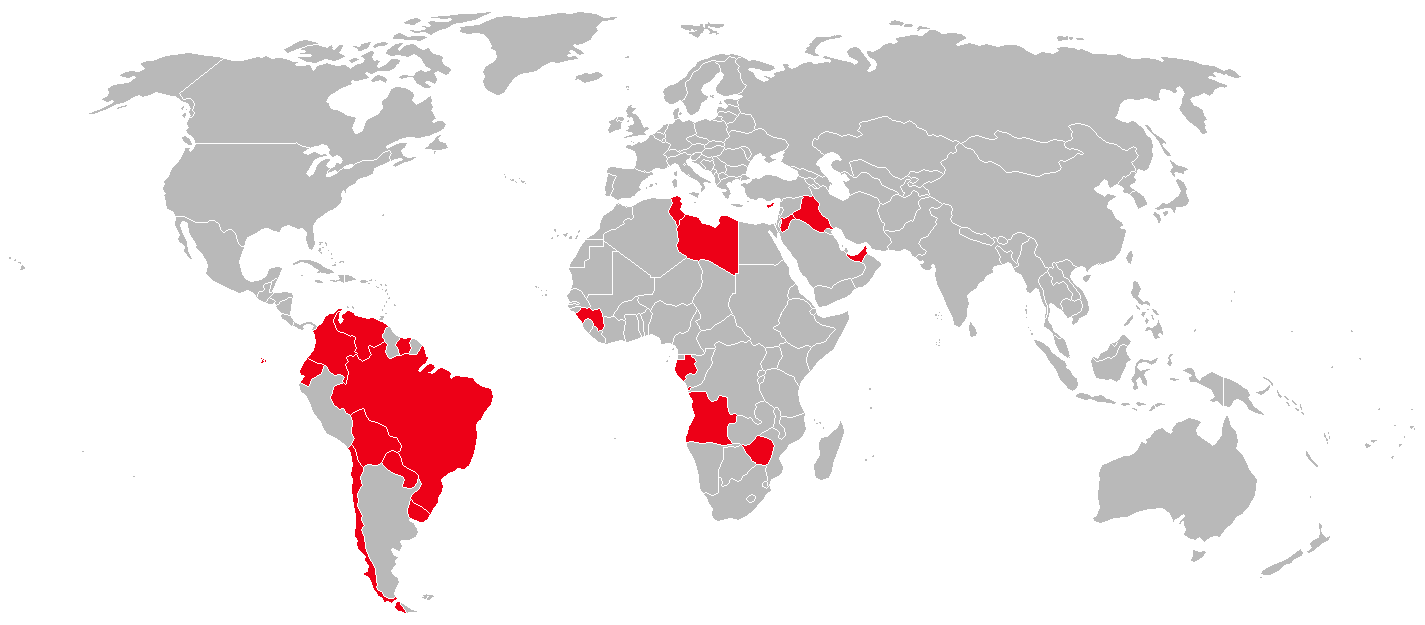
Compradores dos veículos militares

Nos anos 70 e 80 o mercado global de armamentos, caracteristicamente concentrado nas mãos das grandes potências de alta capacidade tecnológica, passava por uma diversificação relativa: outras potências e mesmo alguns países do Terceiro Mundo conquistavam parte dos contratos de exportação. A crise petrolífera de 1973 impulsionou a demanda dos compradores no Oriente Médio, e a supersofisticação dos armamentos das grandes potências criava um nicho: os países subdesenvolvidos eram limitados não só em orçamento como em nível educacional e tempo para treinar o corpo técnico, de forma que a já descrita "rusticidade" dos produtos brasileiros tornou-os atrativos a essa categoria de compradores. Pouca atenção era dada pelos maiores produtores a esse mercado, deixando espaço para os brasileiros. Nessas condições o Brasil chegou à décima posição entre os provedores de armamentos, representando menos de 1% das exportações totais.
A Engesa percebeu a insuficiência da demanda interna nos início dos anos 70, quando já tinha o Cascavel e Urutu. Ao mesmo tempo, ela tinha há tempo olho para o mercado externo, concluindo pela análise da Guerra dos Seis Dias de 1967 que seria capaz de competir com os veículos soviéticos. O principal mercado era o Oriente Médio e os principais concorrentes no setor de blindados eram fornecedores franceses, suíços e italianos. Os primeiros contratos foram assinados com Iraque e Líbia, e o Exército foi crucial para cobrir o trabalho burocrático e aproximar Whitaker de Muammar al-Gaddafi, o ditador líbio. No restante de sua existência seriam 18 países além do Brasil. Sua inserção no mercado externo foi marcada pela versatilidade. A princípio os contratos eram firmados com a tecnologia ainda incompleta, a ponto dos primeiros Cascavéis líbios chegaram sem blindagem; era um risco possibilitado pelo apoio do Exército. As negociações tinham um nível de "informalidade" e eram seguidas de suporte pós-venda.

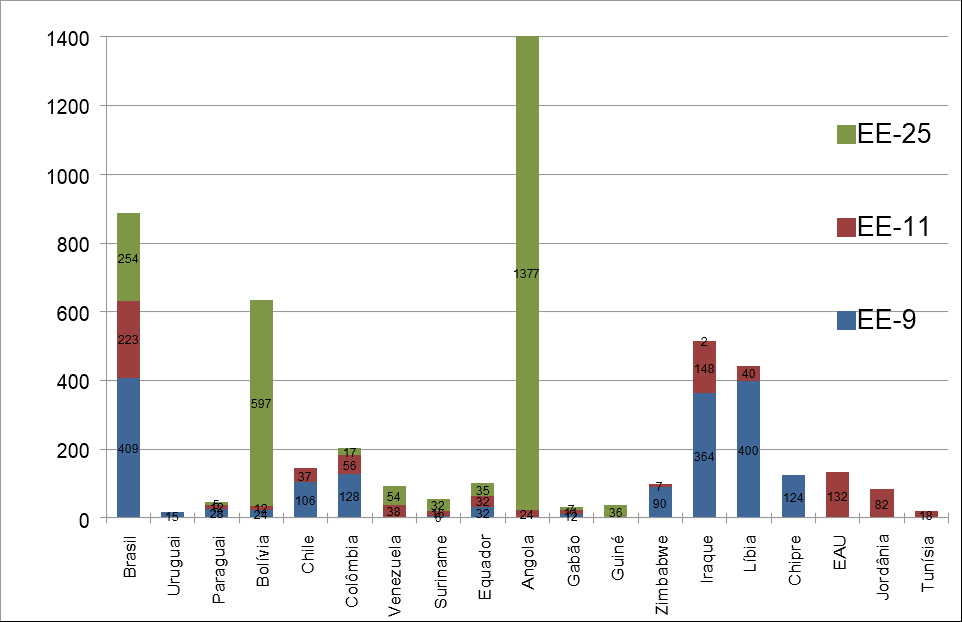
Vendas do Cascavel, Urutu e EE-25 por país

No Iraque o modus operandi foi agilizar as negociações através de canais informais, mesmo com os riscos corridos ao diretamente expor os funcionários a embaixadores, ministros e generais . A disposição de modificar o produto às exigências dos clientes era maior que a existente nos fornecedores europeus, e também eram vendidas peças para armamentos de outras origens, como tanques T e caças MiG soviéticos. A distância psíquica entre brasileiros e iraquianos era menor: quando os clientes cometiam erros, o "brasileiro em vez de criticar os iraquianos lembrava que tinha cometido os mesmos erros há uns cinco anos antes e falava: vamos acertar, vamos corrigir essa situação", conforme um entrevistado da empresa. Diante do analfabetismo nos soldados operadores do Cascavel, os estojos dos projéteis receberam cores diferentes para facilitar a identificação e os treinamentos foram gravados e entregues em vídeo. Whitaker e Delfim Neto chegaram a visitar o país, no qual o presidente da Engesa conferiu a linha de frente.

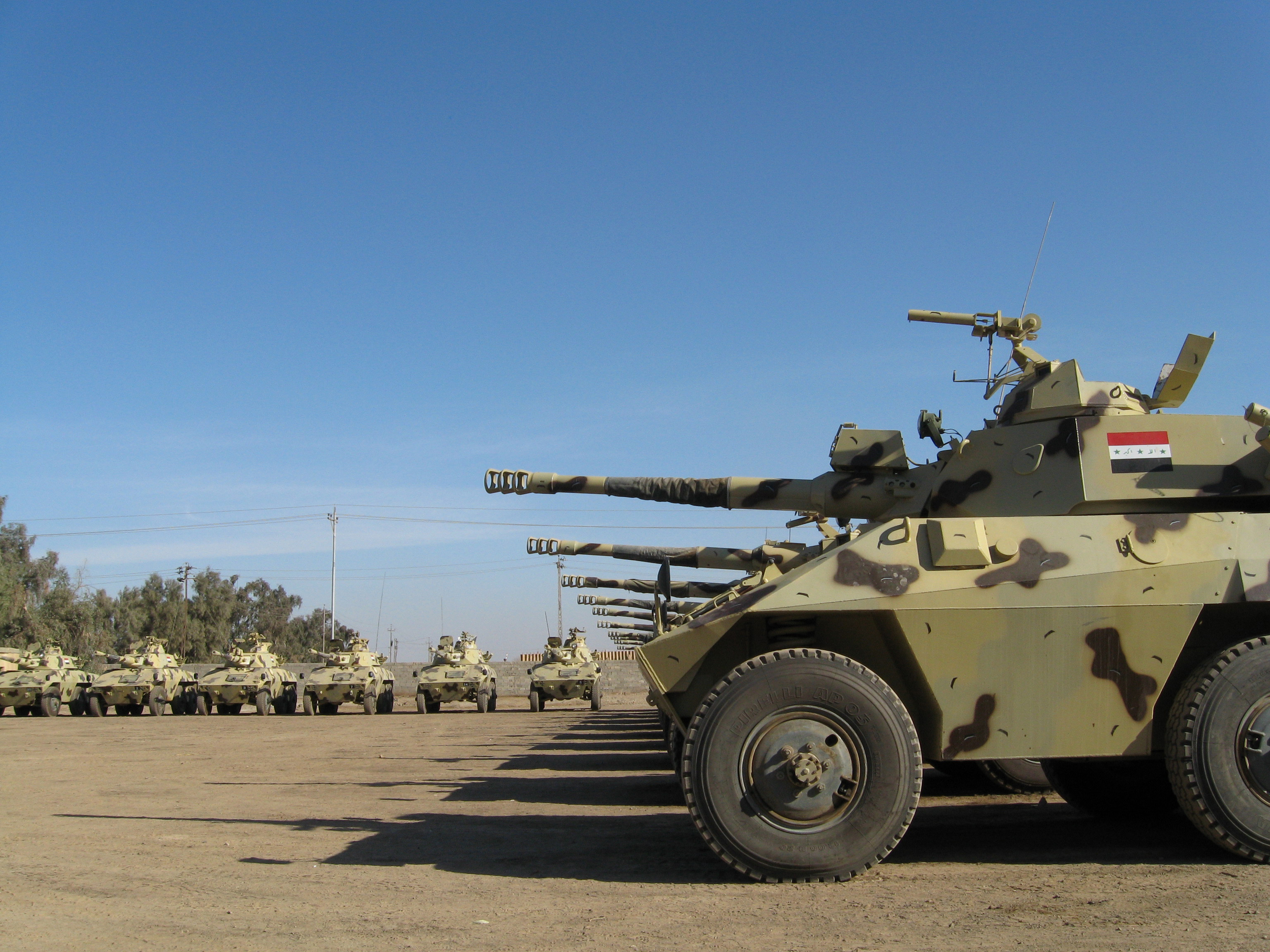
Cascavéis iraquianos em 2008

Vários países do Terceiro Mundo, como Líbia, Iraque e Irã, tinham dificuldade em comprar do Primeiro por conta de suas "próprias atividades duvidosas", como o repasse de armamentos da Líbia ao IRA Provisório nos anos 70. A Engesa teve seu sucesso ao não se importar com quem eram seus compradores, entre eles países sob sanções internacionais. Os americanos viam com maus olhos as vendas por acontecerem sem condições de uso — parte do que foi vendido à Líbia passou a rebeldes no Saara Ocidental e no Chade — e criarem um risco de difusão de tecnologia a países hostis do Terceiro Mundo ou mesmo à União Soviética. A CIA monitorou a produção da Engesa via satélite. A Líbia repassou também ao Irã. Quanto à sua política de não restringir o uso dos produtos, não impondo end-user certificates [en], Whitaker descreveu a revenda como um "ato soberano que não pode ser controlado". Os próprios exportadores maiores já violam o princípio. Em resposta às críticas dos EUA às vendas líbias, Whitaker teria também chamado Gaddafi de "pessoa altamente inteligente e equilibrada".
Como empresa de elevada inserção no mercado internacional, a Engesa era sensível à política de comércio exterior brasileiro e seus executivos faziam críticas recorrentes à taxa de câmbio. Whitaker Ribeiro fazia uma crítica construtiva à política econômica, do ponto de vista de um apoiador do regime. Ele salientava as práticas mercantilistas dos principais países fornecedores de armas e defendia a coordenação governamental das empresas exportadoras brasileiras. Os governos Geisel e Figueiredo (1974–1985) foram particularmente favoráveis aos negócios externos da Engesa, impondo poucos embargos e dificuldades.

## Cultura organizacional
Os recursos humanos eram agressivamente capturados: a empresa procurava os profissionais mais capacitados no mercado e oferecia salários até duas ou três vezes superiores aos que recebiam. A preferência era pela graduação na Escola Politécnica da USP e pós-graduação pela Fundação Getúlio Vargas (FGV); José Guilherme, irmão mais novo do presidente, formou-se na Politécnica, entrou na empresa em 1969 e chamou colegas para trabalhar nos anos seguintes. Alguns pesquisadores cursaram doutorado no exterior. A capacitação era oferecida de acordo com as necessidades do momento. O número de técnicos, projetistas e engenheiros chegou a 600. A engenharia dividia-se na experimental, para os protótipos, e de produção, para os desenhos, listas de materiais, normas e especificações. Para não perder os engenheiros em cargos gerenciais, adotou-se a "carreira em Y": cargos técnicos podiam chegar aos mesmos salários dos gerenciais. Assim também os gerentes não tinham receio de contratar técnicos muito competentes que poderiam tomar seus lugares. Ao longo dos anos 70 a gestão, especialmente a financeira, ficou para trás, não conseguindo acompanhar o desenvolvimento da engenharia.
Os funcionários no exterior, como no Iraque, recebiam adicionais por insalubridade e/ou periculosidade de até 300%. Ali operavam como cross functional teams. Benefícios como plano de saúde e carro eram generosos, especialmente para o nível gerencial e acima, e existiam ainda na forma de símbolos de status, como "restaurante melhor para comer, sala — com porta ou sem porta, com vidro ou sem vidro". Em troca do que tinham os funcionários eram comprometidos com as metas, chegando a participar de mutirões. Informações sobre atividades sindicais eram compartilhadas com os militares através do Centro Comunitário de Segurança do Vale do Paraíba, que existiu pelo menos de 1983 a 1985.
O planejamento, execução e controle não eram sistemáticos; a gestão era ad hoc ("baixa capacitação para solução de problemas, utilizando rápida análise e sem aprendizado"). Em seu centro estava a "habilidade empreendedora, política e de vendas" de Whitaker. Ele exercia grande influência nos funcionários com seu carisma e ambição, imprimindo suas características pessoais à cultura da empresa. Em meados dos anos 80 impôs suas decisões, contrariando vice-presidentes e diretores. A gestão ad hoc foi bem sucedida no início, quando a empresa era simples e o ambiente favorável, mas nos anos 80 não suportou a crescente complexidade, resultando em avaliações equivocadas dos problemas. Whitaker não conseguiu manter o controle, tendo nos estágios finais perdido o controle administrativo prático.

## Divisões
As atividades produtivas ocorreram na sede em São Paulo até sua transferência em setembro de 1974 à nova fábrica construída num terreno negociado com a prefeitura de São José dos Campos, posteriormente chamada de Engesa Viaturas. Pouco antes a empresa comprara outra planta em Salvador. As aquisições, número de empregados e de instalações aumentaram nos anos 80. A Engesa tornou-se holding de um grupo de muitas empresas ou subcompanhias, classificadas como divisões de produção industrial (IPD, Industrial Service Division) e divisões de serviço (SD, Service Division). Após 1985 elas ganharam mais autonomia decisória. A empresa principal tinha 3 748 empregados em 1987. O desempenho das divisões foi prejudicado por inexperiência gerencial e desconsideração das incompatibilidades culturais e produtivas entre elas, que não necessariamente aumentaram a vantagem competitiva da Engesa. A diversificação resultou assim na fragmentação organizacional.

### IPDs

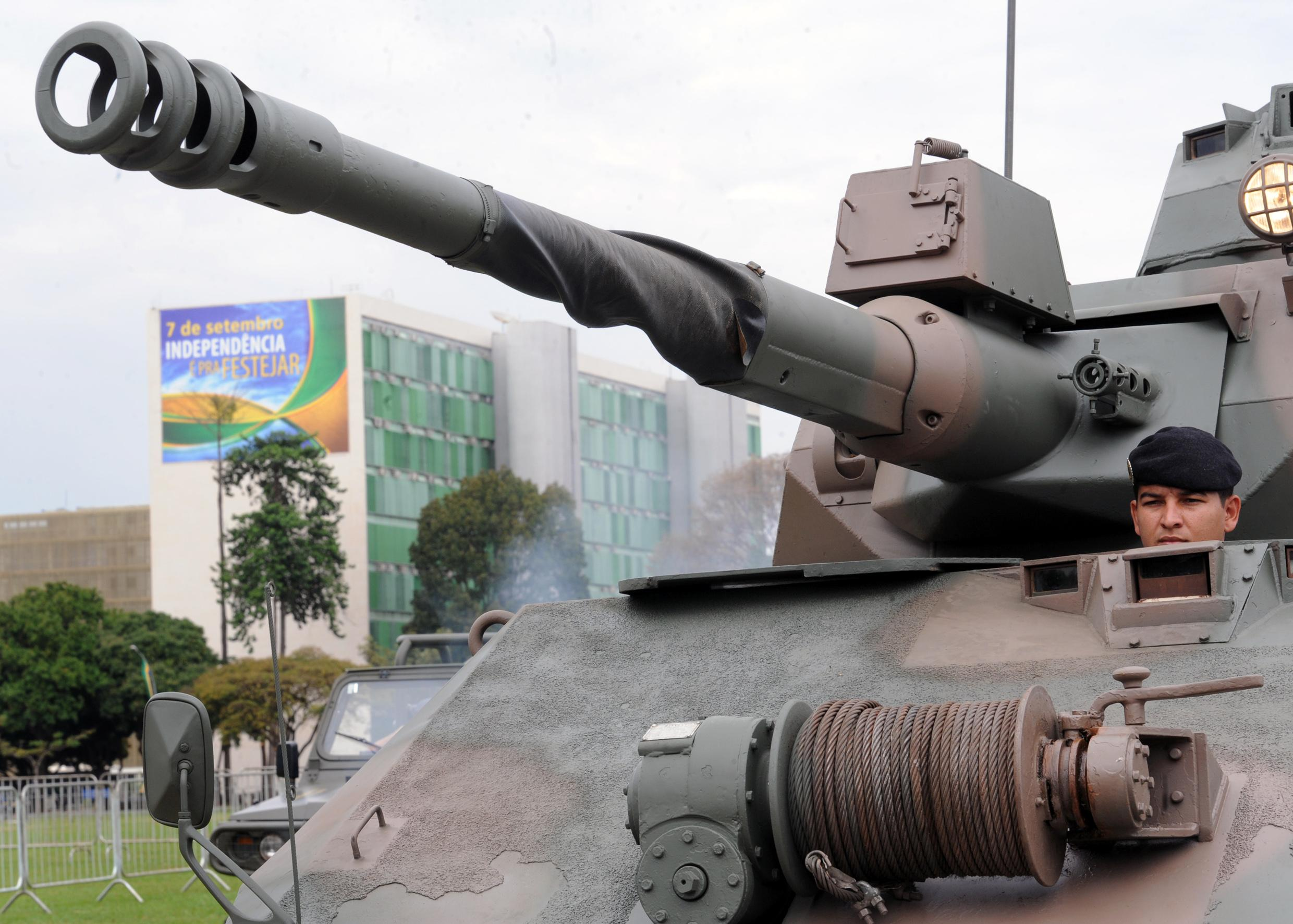
Canhão de 90 mm do Cascavel produzido pela Engex em Salvador

- Engesa Viaturas (1979, São José dos Campos): Local da conversão e produção dos veículos militares e civis.[95]
- Engex Equipamentos Especializados (1973, Salvador): Em 1972, a fábrica da Allis Chalmers em Salvador, capaz de produzir certas engrenagens e transmissões, foi comprada. A planta foi encarregada das atividades de usinagem e da produção dos kits de adaptação de caminhões e caixas de transferências, estas últimas com problemas de qualidade devido ao foco da empresa nos grandes contratos militares. Salvador era o grande polo petrolífero nacional da época e no final dos anos 70 a Petrobras precisava diminuir as importações devido ao dólar valorizado. Assim, a Engex produziu hastes de bombeio, bombas de fundo de poço e unidades de bombeio de pequeno e médio porte. As primeiras chegaram ser exportadas.[16][97] Posteriormente fabricou canhões de 90 mm para o Cascavel.[98] Chegou a 1 111 empregados em 1985–6.[96]
- Engesa Química (Engequímica) (1979, Juiz de Fora): Fabricava munição de 90 mm para o Cascavel com tecnologia belga e da Engesa e uma planta da Imbel. Elevou a produção a 20-30 mil por mês, expandiu para outros tipos de munição, como de morteiro e 105 mm, e conseguiu exportar para Chipre, Venezuela e Zâmbia.[99][100] Tinha 754 empregados em 1984.[96]
- Engesa FNV (1983, Cruzeiro): Redesignação da FNV (Fábrica Nacional de Vagões) Veículos e Equipamentos; Tradicional do setor ferroviário, a FNV também trabalhava com caminhões e ônibus e controlava a Fruehauf, fabricante de reboques, semirreboques e implementos para caminhões e contêineres. Ela estava no prejuízo desde 1981 e foi comprada por US$ 20 milhões.[101] Sob a Engesa, chegou a 3 866 empregados em 1986.[96]
- Engesa Eletrônica (Engetrônica) (1982 ou 1983, São Paulo): Criada com 70% de participação da Engesa e o restante da Philips do Brasil para produzir sistemas embarcados para o Osório e aeronaves como o AMX e Tucano.[102] Tinha 212 empregados em 1985.[96] Seus produtos eram tanto civis quanto militares e incluíam rádios táticos e sistemas de navegação.[95]
- Engesa Equipamentos Elétricos (Engelétrica) (1982, Jandira): No início do ano a Engesa adquiriu o controle acionário da Bardella Borriello Eletromecânica, existente desde 1911 e responsável por pontes rolantes e trefilagem, setores nos quais a compradora não tinha experiência. Em 1984 foi subordinada à FNV.[103] Fazia motores elétricos[95] e chegou a 692 empregados em 1986.[96]

### SDs
- Engeagro (1977): Comercializava os equipamentos agrícolas.[104]
- Transgesa Transportes Engesa (1983[95] ou 1984): Redesignação da Transportadora Comercial FNV em novembro de 1984.[103] Transportava cargas por rodovia.[95]
- Engevídeo (1977): Criada para atender os soldados iraquianos,[73] produzia fitas de vídeo e programas de treinamento.[95]
- Aero Brasil (1983): Formada em associação com a Transbrasil, cujo fundador, Omar Fontana, era conselheiro de longa data da Engesa,[104] para o transporte aéreo de cargas.[95] Uma de suas 707s, convertida em transporte VIP, foi chamada de "tapete voador" e ganhou a reputação de desperdício.[104]
- Axial (1980): Responsável por corretagem e administração de seguros.[104]
- Engexco Exportadora (1976[95] ou 1977[105]): Criada para ganhar independência e expandir para mercados não cobertos pela trading da Petrobras, até então usada para intermediar a exportação.[73] As exportações foram então mistas, Engesa e Engexco, até 1981, quando passaram exclusivamente pela nova trading.[105] Chegou a 91 empregados em 1985–6.[96] Também foi usada por outras exportadoras brasileiras, principalmente militares.[106] Ela intermediou negócios da Casa da Moeda,[2] Embraer, Imbel, Companhia Brasileira de Cartuchos, Arco-flex e Villares.[107] Terceiros chegaram a tentar a venda de frango em Bagdá, mas sem sucesso, pois tais contratos não se conciliavam com as grandes vendas de armamentos.[73]

### Engepeq
Após o embarque dos primeiros Cascavéis para a Líbia, em 1975, a engenharia experimental foi segregada, com seu pessoal retornando de São José dos Campos a São Paulo (posteriormente a Barueri, permanecendo junta à sede). A nova subsidiária, denominada Engepeq, aproveitou a isenção fiscal concedida às empresas de pesquisa, buscou financiamento do Finep para os estudos e lidou com o CAD/CAM usado nos projetos dos anos 80. Chegou a ter 220 empregados técnicos e uma divisão de engenharia de produtos em cada IPD.

### Outras relacionadas
À parte da Engesa mas com funcionários realocados, Whitaker Ribeiro criou em meados dos anos 80 a Ensec Engenharia em Sistemas de Segurança. Projetada para fornecer um sistema de segurança à nova sede da Casa da Moeda, também serviu à Vale do Rio Doce e Correios.
Em 1988 a Engesa, Helibras e Aérospatiale formaram um consórcio para fornecer 52 helicópteros Esquilo e Pantera à Aviação do Exército.
Tendo em vista o sucesso da Avibras com seu sistema de lançadores múltiplos de foguetes ASTROS II, a Engemíssil foi criada em abril de 1986 para atuar nesse segmento. Em parceria com a italiana Oto Melara ela iniciou o desenvolvimento do míssil anticarro MSS-1.2. A ambição prosseguiu a uma estatal para competir com a Avibras. Assim surgiu em janeiro de 1987 a Órbita Sistemas Aerospaciais, com participação acionária de 40% da Engesa, 40% da Embraer e 20% divididos entre a Imbel, Esca (que fez a integração do Cindacta) e Parcom (sociedade civil de engenheiros que trabalharam com o brigadeiro Hugo Piva, vice-presidente da Órbita). Ela assumiria, além do MSS-1.2, os projetos do míssil ar-ar Piranha e o míssil antiaéreo portátil Thunderbolt, desenvolvido em conjunto com a British Aerospace. Porém após trinta meses "não passava de um modesto conjunto de galpões e oficinas", devido à crise tanto da Engesa quanto da Embraer. Acabou extinta em outubro de 1991.

## Finanças

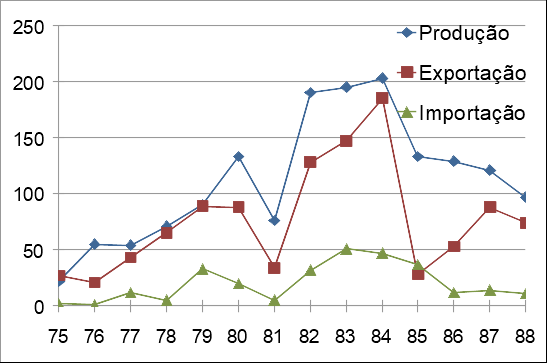
Produção, exportação e importação em milhões de dólares, 1975–1988

A fábrica em Salvador foi adquirida com apoio da Superintendência do Desenvolvimento do Nordeste (SUDENE) em 1972 e modernizada com o BNDE. Os primeiros lotes de Cascavéis para a Líbia permitiram levantar financiamento para a transferência da produção a São José dos Campos, em 1974. As injeções de financiamento estatal eram importantes, a exemplo de 1975, quando o BNDE comprou 80 milhões de cruzeiros (22 milhões de dólares de 2006) em ações, um aporte de capital de quase 400%. O BNDE, por sua vez, pegou empréstimos no Primeiro Mundo, agindo como intermediário.
Como a França, fornecedora dos canhões de 90 mm do Cascavel, passou a ver os brasileiros como concorrência e subiu o preço para inviabilizar o produto, a partir de 1975 a Engesa adquiriu licenças para produzir canhões (por US$ 3 milhões) e munição, a serem respectivamente produzidas pela Engex e Engequímica. Essa verticalização significava investir mais para vender os mesmos produtos, mas aumentava a margem de lucro e simplificava a logística. As exportações avançavam em volume e clientes e o BNDE, Ministério da Fazenda e Banco do Brasil eram favoráveis. De 1977 a 1982 a Engesa exportou mais de 1 300 viaturas, a um valor de mais de U$ 300 milhões. Seus executivos, animados pelo início da Guerra Irã-Iraque, tinham projeções otimistas: o Programa Decenal de Exportação para 1981–1990 previa médias brutas anuais acima de U$ 100 milhões.

### Crise de 1981
Em janeiro de 1981 o chanceler Ramiro Saraiva Guerreiro intercedeu junto ao general Danilo Venturini, secretário geral do Conselho de Defesa Nacional, em favor de um requerimento da Engesa, que solicitava certos incentivos fiscais. O diplomata alertou para os “inevitáveis prejuízos para a credibilidade da indústria brasileira”. Com a bênção do chanceler, o general Venturini solicitou ao ministro da Indústria e Comércio, engenheiro João Camilo Penna, que examinasse a reivindicação da Engesa. Em seguida, os ministros da Indústria e Comércio, Fazenda e Secretaria de Planejamento da Presidência da República emitiram uma portaria conjunta favorável à Engesa. A intervenção de autoridades do primeiro escalão do governo para salvar a Engesa da falência foi recorrente, e o episódio de janeiro é ilustrativo da relação do empresariado com as autoridades durante o governo Figueiredo.
Em junho, empregados e fornecedores ficaram sem receber. Em São José dos Campos, 1 500 dos primeiros entraram em greve, solucionada dois dias depois com o acerto de seus salários. A empresa culpou o governo, que não teria saldado suas próprias dívidas e suspendeu os créditos do IPI em novembro de 1979, preferindo promover as exportações pela manipulação da taxa de câmbio. A verdadeira causa era a queda de 51,7% nas vendas. As encomendas líbias estavam quase completas, o Iraque pagava lentamente, compradores do Terceiro Mundo estavam endividados e o BNDE não estava disposto a emprestar. A comunidade de inteligência e segurança era cética quanto à gestão da Engesa. As autoridades de regulação, controle e fiscalização setorial identificavam fragilidades contábeis, comerciais, administrativas e econômico-financeiras, entre elas um problema estrutural de capitalização, capital de giro insuficiente e endividamento crescente. Um relatório do Serviço Nacional de Informações (SNI) de 20 de julho propôs nacionalizar a empresa. A bancarrota não estava distante.
Como reações à crise, foi conseguido crédito na Câmara de Comércio Exterior do Banco do Brasil (CACEX) e as ações nas mãos do BNDE, equivalentes a 12,7% do capital social e controladas pela Mecânica Pesada — Embramec, foram vendidas ao grupo Odebrecht (atual Novonor), que estava interessado em operar no exterior através da Engexco. Para a Engesa, era uma independência formal do capital público. Um consórcio de bancos europeus fez também um empréstimo de U$ 35 milhões garantido pelo BNDE. Este último foi conseguido quando em dezembro de 1981 aliados de Whitaker no mundo das finanças (o empresário Francisco Catão e o banqueiro da Morgan Keith McDermott) intercederam junto ao presidente do BNDE. Nos meses seguintes Whitaker fez sucessivas transferências bancárias a Catão e contratou McDermott como consultor.
Em outubro de 1982, como os problemas financeiros e a dependência no Iraque continuavam, Anthony Gebauer, também da Morgan, assinou uma carta avaliando a Engesa em $ 130 milhões, o que, segundo um diretor da Engesa, permitiu convencer o BNDES a conceder outro empréstimo. Whitaker teria depois dito que a carta "custou-me cinco milhões". A Engesa teria também tido relações corruptas com o ditador chileno Augusto Pinochet através da conta de sua filha na UBS, Rajiv Gandhi, primeiro-ministro da Índia de 1984 a 1989, um presidente boliviano e Delfim Neto.

### Expansão e endividamento

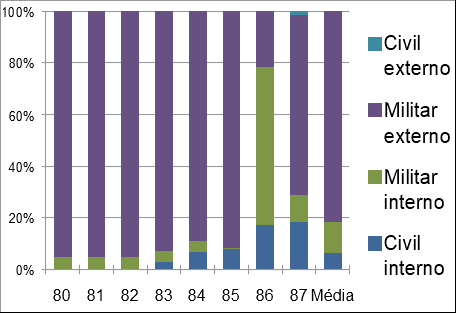
Destino da produção, 1980-1987

O sentido dos investimentos, na década anterior voltado à ampliação de mercados e vantagens competitivas, foi nos anos 80 a "criação de impérios produtivos" através da dominação dos mercados e a diversificação para atividades mais lucrativas. A diversificação era insistência do BNDE e seria a resposta à sazonalidade dolorosamente percebida em 1981. Ela ocorreu tanto nas aquisições de subsidiárias quanto nos produtos, como os tratores para o mercado civil, embora as linhas civis tenham recebido menos atenção da alta administração, sendo, nas palavras de um entrevistado da empresa, os "patinhos feios". Houve grande expansão, com o número de funcionários do grupo passando, segundo uma fonte, de 4 000 em 1983 para 10 000 no ano seguinte, ou segundo outra, mais que dobrou em 1983–1986, superando 9 000.
Os esforços foram divididos entre novas tecnologias, como o setor dos mísseis, aparentemente lucrativo, mas fora da área de experiência do corpo técnico. Por três anos seguidos os gastos com P&D chegaram a 7% do faturamento, principalmente devido ao Osório. Este produto representava um ambicioso e arriscado salto tecnológico, que precisaria competir com os mais novos carros de combate do mercado internacional. Como ele não atendia aos requisitos do Exército Brasileiro, as contribuições do setor público foram mínimas. US$ 50–150 milhões foram gastos com o tanque, um valor alto para os padrões brasileiros da época. No mesmo período, outras empresas do setor procuravam avanços tecnológicos, como a Avibras com o sistema Astros, a Embraer com o AMX A-1, EMB-312 e projetos civis e Arsenal de Marinha do Rio de Janeiro com as corvetas da classe Inhaúma.
1984 foi o último ano em que a Engesa teve lucro. Os investimentos foram financiados por empréstimos a curto prazo e o endividamento aumentou, chegando a US$ 400 milhões em 1988. O resultado dos investimentos foi um grande capital imobilizado, e a empresa passou a depender da concretização das vendas. Mas o alto investimento correspondeu a baixas exportações, o que seria fatal.

## Declínio e queda

### Estado pré-falimentar

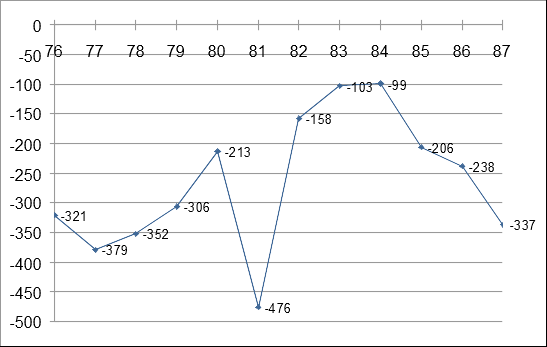
Posição no ranking "Maiores e Melhores" da revista Exame, baseado nas receitas

Ao final de 1987, os efeitos do plano Cruzado e da descapitalização, má gestão e desmandos administrativos tinham efeitos visíveis. O ceticismo tomou conta dos círculos financeiros; o BNDES exigia direitos de voto na diretoria, ações preferenciais e altas garantias para novos financiamentos ou para servir de avalista. O Banco do Brasil, Banco do Nordeste e SUDENE tinham atitudes semelhantes. A empresa perdia credibilidade por disputas de acionistas, que apareciam nos tribunais e na imprensa, e pela incapacidade de cumprir alguns contratos: em outubro de 1987 o subsecretário de Defesa da Bolívia revelou que o fracasso da Engesa em fornecer sobressalentes a 700 caminhões levou à sua inutilização em três anos. Em junho de 1989 ela devia 1 134 caminhões ao Exército, encomendados para ajudá-la e já pagos. Uma venda de Urutus à Venezuela não foi concretizada pela incapacidade de produzi-los.
Em julho de 1988 a Guerra Irã-Iraque foi encerrada com o retorno ao status quo ante bellum. O Iraque estava numa terrível situação financeira, e posteriormente não pagaria pelas compras de 1987–88, a um valor estimado de US$ 200 milhões. Também em julho de 1988 o estado pré-falimentar da empresa foi divulgado numa reportagem da revista Veja, que relatou da incapacidade de vender o Osório e dos esforços do Ministério do Exército para salvar a empresa. Em janeiro de 1989, um documento da Secretaria de Assessoramento da Defesa Nacional da Presidência da República concluiu que "se a empresa fosse sujeita às condições normais de mercado, ela seria considerada uma empresa em estado pré-falimentar, não tendo condições de levantar apoio financeiro sem uma complexa reformulação de seu plano de negócios seguida de um esforço exaustivo de capitalização".
A situação exigia um enxugamento, mas a alta administração tardou a fazê-lo esperando a concretização da venda do Osório ou novas encomendas do governo. A fábrica em São José dos Campos, então com aproximadamente 2 600 funcionários, demitiu 600–800 em julho de 1988. De 1987 a 1989 o número de empregados da empresa controladora desceu de 3 784 a 1 958 e a capacidade de trabalho reduziu pela metade. O enxugamento das subsidiárias começou esse ano, já tarde, e não havia mais dinheiro para firmar outras linhas de produção. A Engetrônica, com 450 funcionários e US$ 30 milhões em dívidas, foi vendida em agosto à Moddata por US$ 20 milhões. Em novembro a participação na FNV foi ao grupo árabe ASAIC por US$ 12 milhões, um terço do valor real; 40% já tinham sido vendidos em 1986.

### Concordata

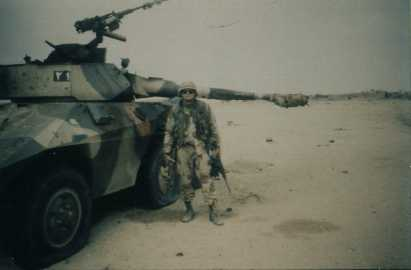
Cascavel iraquiano derrotado na Guerra do Golfo

Já falhando com o salário dos funcionários, a Engesa pediu concordata preventiva em 21 de março de 1990, após a posse de Fernando Collor, deixando de pagar os salários e dispensando os empregados do comparecimento. Em maio, as instalações em São José dos Campos foram invadidas por ex-funcionários que exigiam direitos trabalhistas. Whitaker Ribeiro chamou o movimento de "ato patriótico" e agradeceu aos metalúrgicos por dar visibilidade à crise.
Ao menos inicialmente, a direção recusava-se a fazer uma reconversão industrial a produtos de uso civil ou dual. Um alto executivo teria afirmado em junho que a Engesa "é, e sempre será, de material de defesa, caso contrário não se justificariam os investimentos feitos em tecnologia de ponta". Na virada dos anos 90 o volume das dívidas era tamanho (estimado em US$ 507 milhões em fevereiro de 1990) que só o grande lucro de um contrato como o da venda do Osório salvaria as finanças. As negociações desse contrato foram encerradas pela invasão do Kuwait pelos iraquianos em agosto e a subsequente participação americana e saudita na Guerra do Golfo, embora a monarquia saudita já desse sinais de que optaria pelo Abrams, e não o Osório, desde antes da guerra, tanto por pressão americana quanto pela crise da indústria brasileira. Outra consequência da guerra foi a pressão dos Estados Unidos para distanciar o Brasil do Iraque.
Antes de 1991 a família Whitaker Ribeiro controlava 50% do capital acionário da Engesa, a corporação Odebrecht, 22% e o grupo Chaim Cury-Ambar, 18%, com o restante das ações nas mãos de sócios minoritários, ex-funcionários, bancos e outros credores. José Luiz Whitaker Ribeiro permanecia na presidência e tentava uma recuperação, vendendo ativos não-operacionais ou estratégicos e buscando novos sócios, o levantamento da concordata e o atendimento de compromissos pendentes. Estes esforços não foram suficientes, e a descapitalização continuava. O governo interveio na empresa, buscando uma reestruturação completa. A nacionalização não chegou a ocorrer, mas Whitaker Ribeiro foi afastado do controle acionário e o Estado (via Ministério do Exército e Imbel) assumiu cerca de 50% das ações. A British Aerospace aceitou o convite a participar da reestruturação. Esta iniciativa também fracassou, principalmente pelo volume da dívida em moeda estrangeira, de aproximadamente US$ 250 milhões. Em São José dos Campos, 220 empregados operaram as oficinas numa cooperativa para sobreviver.

### Fatores internos e externos

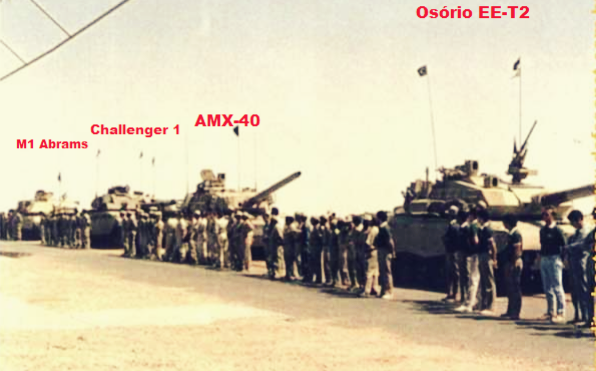
Concorrência do Osório na Arábia Saudita

A direção insistia que a crise era conjuntural. Ela abrangeu, de fato, toda a indústria de defesa brasileira, que sofreu a partir de 1989 com a quase paralisação de atividades, demissões, mobilizações sindicais e evasão de técnicos, pesquisadores e cientistas para outros países. O volume do comércio internacional de armas começou a diminuir em meados dos anos 80 e continuou na década seguinte, com o fim da Guerra Fria, o esfriamento de tensões internacionais e a resolução de conflitos. O Oriente Médio só manteve suas exportações até o fim da Guerra Irã-Iraque em 1988, e seu poder aquisitivo foi prejudicado pela queda do preço do petróleo. O Iraque desenvolveu sua própria indústria de defesa, reduzindo as importações após 1985. O declínio da demanda coincidiu com o crescimento da oferta: concorrentes do Cascavel e Urutu invadiram seus mercados.
Entre os especialistas na história da Engesa, ainda há controvérsia sobre a pertinência ou possibilidade dela ter sido resgatada da falência. Em sua época, Whitaker Ribeiro e outros executivos frequentemente atribuíram suas dificuldades à política econômica dos presidentes, de Geisel a Collor. Por outro lado, avaliadores capacitados condenavam as limitações financeiras e administrativas da empresa, especialmente a dependência estrutural de capital de terceiros. Os executivos e diretores não tomaram medidas de saneamento no período dourado das exportações, possivelmente por acreditar que a empresa era "grande demais para quebrar", e portanto, as autoridades continuariam a fornecer recursos públicos, perdoariam eventuais desmandos administrativos e, se preciso, nacionalizariam a empresa.
Os altos investimentos dos anos 80 partiam do pressuposto que o apoio dos militares permaneceria firme, mas a redemocratização aconteceu mais cedo do que previsto pela Engesa. A indústria de defesa era fortemente identificada com a ditadura militar, e portanto, desconfiada pelos novos governos. A inflação levou ao aumento das taxas de juros e os planos governamentais contra ela defasaram a taxa de câmbio de forma desfavorável à exportação. Não havia tanto interesse em usar o Estado como "mecanismo estabilizador", isto é, uma fonte interna de demanda quando ela estava escassa no exterior. Mesmo se houvesse vontade, o Estado brasileiro estava numa profunda crise fiscal e política no início dos anos 90.
São apontadas como falhas da empresa a incapacidade da gestão ad hoc de administrar a crescente complexidade, a falha em perceber as mudanças no mercado e a competição e retaliações enfrentadas, a fragmentação causada pela diversificação, a burocracia excessiva e o descaso com o déficit orçamentário causado pela confiança no Exército. Nas análises, a decisão de desenvolver o Osório é interpretada como resposta ao esgotamento corretamente antecipado do Cascavel e Urutu, cujos compradores de fato não tinham necessidade de novas aquisições, ou um desvio do foco correto sobre o setor dos sobre rodas, que atraía mais interesse internacional a partir dos anos 80. A empresa também falhou ao não perceber o caráter político da concorrência em que entrou, perdendo então para o lobby americano em favor do Abrams.

### Falência

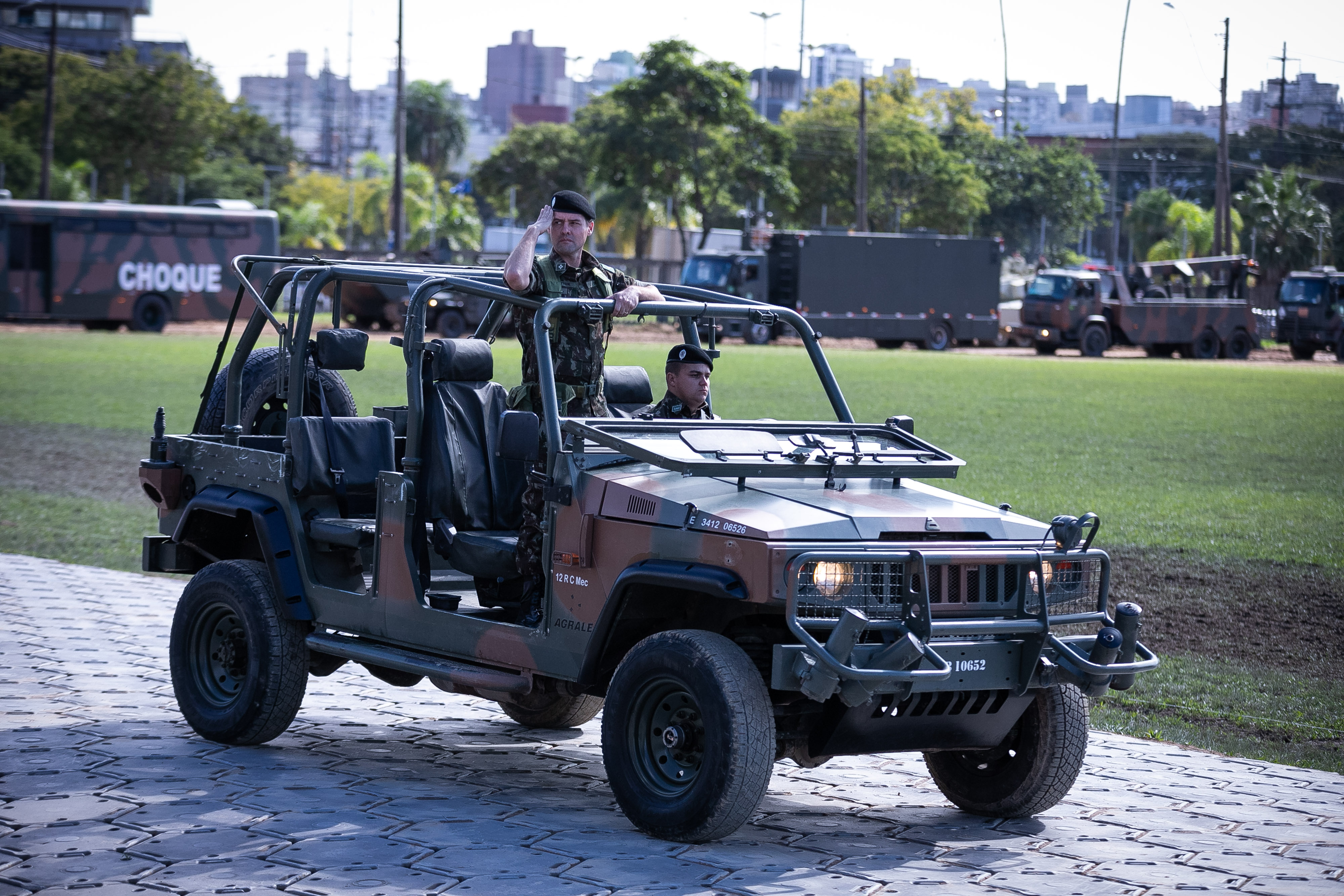
Agrale Marruá derivado do EE-12 em serviço no Exército Brasileiro em 2022

Em 1993 um consórcio do banco Brasilinterpart e do grupo Overseas Finance Management Corporation desistiu de comprar a empresa ao descobrir que tinha US$ 600 milhões em dívidas. O juiz da 1.ª Vara Cível de Barueri declarou a falência do grupo em 18 de outubro. Este foi o ponto alto da crise da indústria bélica brasileira. As outras duas grandes empresas, Embraer e Avibras, escaparam da falência e conseguiram fazer uma reconversão a atividades civis ou de uso dual.
Carcaças viraram sucata, a biblioteca foi vendida como papel picado e a mão de obra dispersou-se para outros setores e o exterior. Em 1999 a massa falida tinha despesas mensais de R$ 50 a R$ 55 mil, custeadas com os juros de R$ 5 milhões bloqueados pela Justiça. Cerca de três mil trabalhadores ainda aguardavam para receber os direitos trabalhistas. Em 2000 o prédio em Barueri foi leiloado por R$ 13 milhões, enquanto a Embraer comprou a planta em São José dos Campos por R$ 10,4 milhões. O dinheiro foi gasto com as dívidas trabalhistas. Em 2019 a Engesa permanecia como a 40.ª maior devedora da União.
Nove conjuntos de componentes do jipe Engesa 4 foram adquiridos pela empresa Envesa Engenharia de Veículos e Reboques em 1996, que montou-os e fabricou mais unidades sob sua marca. A partir de 2001, parte da mão-de-obra qualificada da Engesa foi contratada pela Columbus e Ceppe, duas empresas de ex-funcionários da Engesa, para recuperar Cascavéis e Urutus em serviço no Exército Brasileiro. No mesmo período o Exército já estudava sua "Nova Família de Blindados" para substituir as viaturas da Engesa. Por decisão judicial, todo o acervo tecnológico da Engesa foi transferida à Imbel em 2004. A Columbus e Ceppe também trabalharam com o EE-12, modificando o projeto para criar o Marruá. A Agrale assumiu sua produção seriada para fornecer este modelo ao Exército Brasileiro em 2004.

### Citações
1. 1 2  Degl'lesposti 2006, p. 74.
2. 1 2 3  Ladeira 2013, p. 184.
3. ↑  Dagnino 1989, p. 210.
4. ↑  Bastos 2006.
5. 1 2 3 4 5 6 7  Bastos 2006, p. 37.
6. 1 2  Amorim 2001, p. 104.
7. ↑  Andrade et al. 2016, p. 17.
8. 1 2 3 4 5  Ladeira 2013, p. 152-154.
9. ↑  Welfer 2015, p. 62.
10. 1 2 3 4 5 6 7 8 9  «ENGESA». Lexicar Brasil. Consultado em 11 de fevereiro de 2021
11. ↑  Pedrosa 2018, p. 191.
12. ↑  Bastos 2004, p. 39-41.
13. 1 2 3  Degl'lesposti 2006, p. 75-76.
14. ↑  Bastos 2004, p. 42-43.
15. ↑  Bastos 2004.
16. 1 2 3 4 5  Ladeira 2013, p. 156-157.
17. 1 2 3  Dreifuss & Dulci 2008, p. 160-167.
18. ↑  Pedrosa 2018, p. 191-194.
19. 1 2 3 4  Avila 2023, p. 113.
20. ↑  Ambrósio 2016, p. 22.
21. ↑  Dagnino 1989, p. 160-161.
22. ↑  Degl'lesposti 2006, p. 77-78.
23. ↑  Avila 2023, p. 114.
24. ↑  Ladeira 2013, p. 259-261.
25. ↑  «Whitaker afirma que Imbel, com ele, deu lucro» (PDF). Rio de Janeiro: O Globo. 2 de junho de 1985. Consultado em 23 de fevereiro de 2021
26. ↑  Dagnino 1989, p. 303.
27. 1 2  Avila 2023, p. 125.
28. ↑  Dagnino 1989, p. 159.
29. 1 2 3  Avila 2023, p. 119.
30. 1 2  Dagnino 1989, p. 168.
31. ↑  Dagnigno 1989, p. 294.
32. 1 2  Ladeira 2013, p. 175.
33. ↑  Andrade et al. 2016, p. 22.
34. 1 2 3 4 5  Degl'lesposti 2006, p. 79-81.
35. ↑  Degl'lesposti 2006, p. 93-94.
36. ↑  Ladeira 2013, p. 170.
37. ↑  Ladeira 2013, p. 261-265.
38. ↑  Bastos 2004, p. 41-43.
39. ↑  Bastos Jr., Paulo Roberto (18 de dezembro de 2020). «Cascavel - um novo ciclo de vida». Tecnologia & Defesa. Consultado em 18 de março de 2024
40. ↑  Ogorkiewicz 1977, p. 25.
41. ↑  Bastos, Expedito Carlos Stephani (14 de setembro de 2017). «UMA EXPERIÊNCIA REAL: EE-9 Cascavel em combate Líbia e Iraque 2015 – 2017». DefesaNet. Consultado em 17 de abril de 2024
42. ↑  Bastos 2017.
43. ↑  Padilha, Luiz (16 de outubro de 2015). «Dez veículos militares projetados e construídos no Brasil». Defesa Aérea & Naval. Consultado em 18 de março de 2024
44. ↑  Dagnino 1989, p. 169-170.
45. 1 2 3  Ladeira 2013, p. 186-188.
46. ↑  Bastos 2006, p. 38.
47. ↑  Ladeira 2013, p. 240.
48. ↑  Ladeira 2013, p. 175-177.
49. 1 2  Avila 2023, p. 118.
50. ↑  Ladeira 2013, p. 185-186.
51. 1 2  Engesa EE-T1 Osório (27 de dezembro de 2015). Forças Terrestres. Consultado em 21 de janeiro de 2021.
52. ↑  Poggio, Guilherme (30 de abril de 2020). «O blindado Engesa EE-T4 Ogum». Forças Terrestres. Consultado em 22 de março de 2024
53. 1 2  Ladeira 2013, p. 274-276.
54. 1 2  Ladeira 2013, p. 161-162.
55. ↑  «Viatura Engesa EE-15». Associação Cultural Museu Militar Brasileiro. 3 de janeiro de 2018. Consultado em 19 de fevereiro de 2021
56. ↑  «Viatura Engesa EE-25». Associação Cultural Museu Militar Brasileiro. 21 de janeiro de 2020. Consultado em 19 de fevereiro de 2021
57. ↑  «Viatura Engesa EE-34». Associação Cultural Museu Militar Brasileiro. 30 de agosto de 2016. Consultado em 19 de fevereiro de 2021
58. ↑  Garcia, James (18 de agosto de 2015). «Engesa EE-4, um mito brasileiro». 4x4 Digital. Consultado em 18 de fevereiro de 2021[ligação inativa]
59. 1 2  «Engesa 4 "renasce" agora como Envesa». Folha de S. Paulo Veículos. 7 de novembro de 1999. Consultado em 21 de março de 2024
60. ↑  Ladeira 2013, p. 182-183.
61. ↑  «O primeiro forwarder made in Brasil». Colheita de Madeira. 31 de maio de 2011. Consultado em 18 de fevereiro de 2021[ligação inativa]
62. ↑  Ladeira 2013, p. 179-180.
63. ↑  Dagnino 1989, p. 309-311.
64. ↑  Ladeira 2013, p. 60-62.
65. ↑  Ladeira 2013, p. 66-73.
66. 1 2  Ladeira 2013, p. 157-159.
67. ↑  Galante, Alexandre (12 de julho de 2010). «O mito da grande indústria bélica brasileira». Forças Terrestres. Consultado em 18 de setembro de 2020
68. ↑  Dagnino 1989, p. 161-163.
69. ↑  Ladeira 2013, p. 19.
70. ↑  Avila 2023, p. 127.
71. ↑  Ladeira 2013, p. 245-247.
72. ↑  Ladeira 2013, p. 165-167.
73. 1 2 3 4  Ladeira 2013, p. 169.
74. 1 2  Henry 2003, p. 158-159.
75. ↑  Mello 2010, p. 148.
76. ↑  Godoy, Marcelo; Godoy, Roberto (20 de maio de 2018). «Programa espacial do Brasil foi alvo da CIA». O Estado de São Paulo. Consultado em 7 de fevereiro de 2021
77. ↑  Estadão Conteúdo (20 de maio de 2018). Inteligência Militar dos EUA espionou ‘hexágono’ brasileiro. Istoé Dinheiro. Consultado em 16 de janeiro de 2021.
78. ↑  Gouvea 1990, p. 417.
79. 1 2 3 4 5  Henry 2003, p. 160-162.
80. ↑  Avila 2023, p. 115-116.
81. 1 2 3  Ladeira 2013, p. 159-160.
82. 1 2  Ladeira 2013, p. 272-274.
83. 1 2  Ladeira 2013, p. 178.
84. 1 2  Ladeira 2013, p. 268.
85. ↑  Ladeira 2013, p. 246-247.
86. ↑  Ladeira 2013, p. 168.
87. ↑  «Documentos revelam ligação de empresas do Vale com ditadura». Sindicato dos Metalúrgicos de São José dos Campos e região. 27 de março de 2014. Consultado em 18 de fevereiro de 2021
88. ↑  Ladeira 2013, p. 27, 274-276.
89. 1 2  Ladeira 2013, p. 269.
90. ↑  Ladeira 2013, p. 184-185.
91. ↑  Ladeira 2013, p. 275, 278.
92. 1 2  Ladeira 2013, p. 190-191.
93. 1 2  Ladeira 2013, p. 159.
94. 1 2  «As mudanças da Engesa» (PDF). Exame. 23 de janeiro de 1985. p. 27. Consultado em 10 de fevereiro de 2021
95. 1 2 3 4 5 6 7 8 9  Dapía 2008, p. 30-32.
96. 1 2 3 4 5 6 7  Dagnino 1989, p. 423.
97. ↑  Ladeira 2013, p. 183.
98. ↑  Bastos, Expedito Carlos Stephani (30 de julho de 2019). «Aplicabilidade do Emprego do Canhão de 90 mm em Veículos Militares no Brasil». DefesaNet. Consultado em 8 de fevereiro de 2021
99. ↑  Ladeira 2013, p. 171-173.
100. ↑  Meireles, Michele (9 de agosto de 2019). «Munição histórica: os 85 anos da Imbel». Tribuna de Minas. Consultado em 8 de fevereiro de 2021
101. ↑  Ladeira 2013, p. 180-181.
102. ↑  Ladeira 2013, p. 180.
103. 1 2  Ladeira 2013, p. 181.
104. 1 2 3 4  Ladeira 2013, p. 182.
105. 1 2  Dagnino 1989, p. 312.
106. ↑  Dagnino 1989, p. 210-211.
107. 1 2  Ladeira 2013, p. 173-174.
108. 1 2  Ladeira 2013, p. 161.
109. ↑  Welfer 2015, p. 65.
110. ↑  Ladeira 2013, p. 251.
111. 1 2  Ladeira 2013, p. 191-192.
112. ↑  Bastos 2012.
113. ↑  Ladeira 2013, p. 197.
114. 1 2  Ladeira 2013, p. 203.
115. ↑  Bastos 2004, p. 42.
116. 1 2 3  Dagnino 1989, p. 208-209.
117. ↑  Degl'lesposti 2006, p. 79-80.
118. ↑  Henry 2003, p. 159.
119. 1 2  Ladeira 2013, p. 162-163.
120. ↑  Ladeira 2013, p. 172.
121. ↑  Avila 2023, p. 116.
122. ↑  Avila 2023, p. 110-112.
123. ↑  Avila 2023, p. 117.
124. ↑  Ladeira 2013, p. 252.
125. ↑  Ladeira 2013, p. 172, 180, 182-183.
126. ↑  Ladeira 2013, p. 176.
127. 1 2 3 4 5  Mello 2010, p. 149.
128. ↑  Ladeira 2013, p. 258.
129. ↑  Avila 2023, p. 117-118.
130. 1 2 3  Avila 2023, p. 120.
131. ↑  Ladeira 2013, p. 257.
132. 1 2  Ladeira 2013, p. 194-199.
133. ↑  Ladeira 2013, p. 195, 198.
134. 1 2 3  Avila 2023, p. 121.
135. ↑  Degl'lesposti 2006, p. 100.
136. ↑  Ladeira 2013, p. 198.
137. ↑  Avila 2023, p. 119-120.
138. 1 2 3  Ladeira 2013, p. 267.
139. ↑  Ladeira 2013, p. 200.
140. ↑  Avila 2023, p. 120-121.
141. ↑  Degl'lesposti 2006, p. 93, 100.
142. ↑  Ladeira 2013, p. 201.
143. ↑  Avila 2023, p. 122.
144. ↑  Mello 2010, p. 150.
145. ↑  Avila 2023, p. 122-123.
146. ↑  Ladeira 2013, p. 74-76.
147. ↑  Ladeira 2013, p. 189.
148. ↑  Ladeira 2013, p. 91-92.
149. ↑  Avila 2023, p. 125-126.
150. ↑  Avila 2023, p. 123-124.
151. 1 2  Degl'lesposti 2006, p. 96-97.
152. ↑  Ladeira 2013, p. 278.
153. 1 2  Ladeira 2013, p. 265-267.
154. ↑  Ladeira 2013, p. 268-271.
155. ↑  Degl'lesposti 2006, p. 99-100.
156. ↑  Dagnino 1989, p. 330.
157. ↑  Degl'lesposti 2006, p. 93.
158. ↑  Degl'lesposti 2006, p. 93-100.
159. ↑  Ladeira 2013, p. 200-203.
160. ↑  Avila 2023, p. 123.
161. ↑  Bastos, Expedito Carlos Stephani (10 de junho de 2003). «Carro de combate EE-T1 Osório — A maior de todas as chances». Defesa@Net. Consultado em 21 de janeiro de 2021
162. ↑  «Ex-funcionário denuncia uso irregular de dinheiro da Engesa». Folha Vale. 4 de agosto de 1999. Consultado em 21 de março de 2024
163. ↑  Degl'lesposti 2006, p. 101.
164. ↑  Sant'ana, Jéssica (14 de novembro de 2019). «Estatal lidera ranking dos 500 maiores devedores da União. Veja a lista completa». Gazeta do Povo. Consultado em 25 de fevereiro de 2021
165. ↑  «Envesa». Lexicar Brasil. Consultado em 21 de março de 2024
166. ↑  Degl'lesposti 2006, p. 101-102.
167. ↑  Bastos, Expedito Carlos Stephani (18 de dezembro de 2003). «Agrale Marruá, um legítimo 4x4 militar "made in Brazil"». ECSB Defesa